# Miharu Imanishi
Miharu Imanishi (今西美晴?, Imanishi Miharu; Kyoto, 20 maggio 1992) è una tennista giapponese inattiva dal 2022.

## Biografia
Vincitrice di 6 titoli nel singolare e 6 titoli nel doppio nel circuito ITF, il 28 maggio 2018 ha raggiunto la sua migliore posizione nel singolare WTA piazzandosi al 187º posto. Il 9 settembre 2019 ha raggiunto il miglior piazzamento mondiale nel doppio alla posizione n°251.
Miharu ha debuttato nel circuito WTA al Japan Women's Open Tennis 2014, dove si qualificò al tabellone principale come lucky loser. Nei turni di qualificazione, sconfisse Yurika Sema e Kanae Hisami, prima di perdere da Hiroko Kuwata. Grazie al forfait di Kurumi Nara, una posizione come lucky loser divenne vacante, in aggiunta ai quattro posti per le qualificate. Poiché Miharu era la giocatrice con il miglior ranking ad aver perso nei turni di qualificazione, ricevette la possibilità di giocare come lucky loser. Successivamente perse al primo turno da Jarmila Gajdošová, dove raccolse appena quattro giochi.

## Statistiche ITF

### Singolare

#### Vittorie (6)
| Torneo $100.000 (0) |
| Torneo $80.000 (0)  |
| Torneo $75.000 (0)  |
| Torneo $60.000 (0)  |
| Torneo $50.000 (0)  |
| Torneo $25.000 (4)  |
| Torneo $15.000 (1)  |
| Torneo $10.000 (1)  |

| N. | Data            | Torneo                                                   | Superficie | Avversaria in finale | Punteggio     |
| 1. | 5 giugno 2011   | Mie International Women's Open Tennis, Prefettura di Mie | Sintetico  | Riko Sawayanagi      | 6-4, 6-3      |
| 2. | 16 giugno 2013  | Bukhara Womens, Bukhara                                  | Cemento    | Nigina Abduraimova   | 7-5, 7-5      |
| 3. | 20 luglio 2014  | Challenger Banque Nationale de Granby, Granby            | Cemento    | Stéphanie Foretz     | 6-4, 6-4      |
| 4. | 2 luglio 2017   | Anburn Challenger, Auburn                                | Cemento    | Nicole Gibbs         | 6-3, 6-2      |
| 5. | 3 febbraio 2019 | Jodhpur Open, Jodhpur                                    | Cemento    | Jodie Anna Burrage   | 6–3, 3–6, 6–3 |
| 6. | 13 giugno 2021  | Magic Hotel Tours, Monastir                              | Cemento    | Jenna DeFalco        | 6-0, 6-4      |

#### Sconfitte (1)
| Torneo $100.000 (0) |
| Torneo $80.000 (0)  |
| Torneo $75.000 (0)  |
| Torneo $60.000 (0)  |
| Torneo $50.000 (0)  |
| Torneo $25.000 (0)  |
| Torneo $15.000 (1)  |
| Torneo $10.000 (0)  |

| N. | Data            | Torneo                           | Superficie | Avversaria in finale | Punteggio     |
| 1. | 6 febbraio 2022 | World Tennis Tour Cancun, Cancún | Cemento    | Julie Belgraver      | 6-1, 3-6, 5-7 |

### Doppio

#### Vittorie (6)
| Torneo $100.000 (0) |
| Torneo $80.000 (0)  |
| Torneo $75.000 (0)  |
| Torneo $60.000 (0)  |
| Torneo $50.000 (0)  |
| Torneo $25.000 (3)  |
| Torneo $15.000 (3)  |
| Torneo $10.000 (0)  |

| N. | Data             | Torneo                                    | Superficie  | Compagna        | Avversarie in finale                     | Punteggio   |
| 1. | 27 agosto 2017   | Sekisho Challenge Open, Tsukuba           | Cemento     | Akiko Ōmae      | Naiktha Bains Hsu Chieh-yu               | 6-4, 6–4    |
| 2. | 3 settembre 2017 | Nanao Tennis International, Nanao         | Sintetico   | Hsu Chieh-yu    | Akari Inoue Miyabi Inoue                 | 7–6(7), 6–2 |
| 3. | 21 ottobre 2018  | Hamanako Tokyu Cup, Hamamatsu             | Sintetico   | Erina Hayashi   | Momoko Kobori Ayano Shimizu              | 7-5, 6-4    |
| 4. | 12 giugno 2021   | Magic Hotel Tours, Monastir               | Cemento     | Haine Ogata     | Dalayna Hewitt Kariann Pierre-Louis      | 7-5, 7-6(0) |
| 5. | 29 gennaio 2022  | World Tennis Tour Cancun, Cancún          | Cemento     | Haine Ogata     | Julie Belgraver Jade Bornay              | 6-2, 6-3    |
| 6. | 27 maggio 2022   | Carinthian Ladies Lakes Trophy, Annenheim | Terra rossa | Kanako Morisaki | Sebastianna Scilipoti Ingrid Vojčináková | 6-2, 6-4    |

#### Sconfitte (6)
| Torneo $100.000 (0) |
| Torneo $80.000 (0)  |
| Torneo $75.000 (0)  |
| Torneo $60.000 (0)  |
| Torneo $50.000 (0)  |
| Torneo $25.000 (5)  |
| Torneo $15.000 (1)  |
| Torneo $10.000 (0)  |

| N. | Data             | Torneo                                               | Superficie  | Compagna           | Avversarie in finale            | Punteggio        |
| 1. | 11 giugno 2016   | Tokyo Women's Open, Tokyo                            | Cemento     | Lizette Cabrera    | Kanae Hisami Kotomi Takahata    | 1–6, 4–6         |
| 2. | 1º ottobre 2016  | NIKONIKO Iizuka JC CAP, Iizuka                       | Cemento     | Akiko Ōmae         | Kanae Hisami Kotomi Takahata    | 2–6, 6–3, [4–10] |
| 3. | 5 agosto 2017    | Pro Tennis Classic Fort Worth, Fort Worth            | Cemento     | Ayaka Okuno        | Giuliana Olmos Ellen Perez      | 4-6, 3-6         |
| 4. | 31 agosto 2019   | Noto Wakura International Women's Open Tennis, Nanao | Sintetico   | Erina Hayashi      | Kanako Morisaki Minori Yonehara | 1-6, 3-6         |
| 5. | 13 febbraio 2021 | Jolie Ville Golf Women's, Sharm el-Sheikh            | Cemento     | Justina Mikulskytė | Kristýna Lavičková Anna Sisková | 6(0)-7, 4-6      |
| 6. | 21 maggio 2022   | Carinthian Open, Villaco                             | Terra rossa | Kanako Morisaki    | Lea Bošković Veronika Erjaveč   | 6-3, 3-6, [9-11] |